# Dolichopeza cyatheti
Dolichopeza cyatheti är en tvåvingeart som beskrevs av Alexander 1934. Dolichopeza cyatheti ingår i släktet Dolichopeza och familjen storharkrankar. Inga underarter finns listade i Catalogue of Life.